# Porphyrion
Porphyrion (Grieks: Πορφυρίων) is in de Griekse mythologie de koning van de giganten. Hij was de zoon van Gaia (aarde) en van Tartaros. Hij was geboren om Zeus te bestrijden. Samen met Alkyoneus was hij de sterkste giganten van de mythologie.